# Erich von Waldburg-Zeil (imprenditore)
Erich Maria Wunibald Aloysius Georg von Waldburg-Zeil-Wurzach (Ravensburg, 21 novembre 1962) è un principe e imprenditore tedesco.

## Biografia
Erich è figlio del principe ed imprenditore tedesco Georg von Waldburg zu Zeil und Trauchburg e di sua moglie, la principessa Maria Gabriella di Baviera. Suo zio fu il politico tedesco Alois von Waldburg-Zeil. Per parte della famiglia di suo padre è imparentato coi principi del Liechtenstein. Tramite la famiglia di sua madre è diretto discendente della famiglia reale bavarese ed è imparentato con gli Asburgo-Lorena.
Dopo la morte del padre nel 2015, Erich entrò nelle aziende di famiglia, ed in particolare nella gestione dei quasi 10.000 ettari di foreste e terreni agricoli in Germania ed in Argentina. Attualmente è socio della società di media Schwäbischer Verlag GmbH & Co. KG che ha la proprietà dello Schwäbische Zeitung e delle emittenti private Radio 7, Radio Seefunk. Possiede il 50% del giornale Allgäuer Zeitungsverlag. Ha inoltre la gestione dell'aeroporto regionale Leutkirch-Unterzeil, dell'Holzhof Zeil e di diversi casinò, e delle cliniche Hochgratbahn con 3000 dipendenti. Il suo patrimonio personale è stato stimato in 650 milioni di euro.
E' vicepresidente dell'associazione dei proprietari terrieri del Baden-Württemberg, membro del comitato consultivo della Landesbank Baden-Württemberg (LBBW) e della Deutsche Bank (come già suo padre prima di lui), oltre ad essere vicepresidente dell'Università di Hohenheim. È membro del consiglio di sorveglianza del Malteser Deutschland, una filiazione tedesca dell'Ordine di Malta in Germania, nonché presidente dell'Associazione per la selvaggina dell'Algovia (74 distretti con competenza su 85.344 ettari di boschi e terreni per la caccia). È anche membro della Federazione degli imprenditori cattolici tedeschi (BKU).
È particolarmente impegnato nella tutela dei monumenti ed è vicepresidente della Denkmalstiftung Baden-Württemberg. Come suo padre, è membro del consiglio dell'Associazione amici dell'abbazia benedettina di Ottobeuren, nonché membro del consiglio di tutela del castello di Bad Wurzach.

## Matrimonio e figli
Erich ha sposato il 17 novembre 1988 ad Althausen la principessa Mathilde (n. 1962), figlia del duca Carlo di Württemberg e di sua moglie, la principessa Diane d'Orléans. Dal matrimonio sono nate cinque figlie. Non avendo figli maschi, erede presunto del titolo principesco e del ruolo di capofamiglia è suo cugino Clemens (n.1960) che ha tre figli maschi (oltre a due figlie) dalla moglie principessa Georgina di Liechtenstein.

## Ascendenza
|                                                                          |                      |                                            | Genitori                                                 |  |  | Nonni |  |  | Bisnonni                                             |  |  | Trisnonni                                               |  |
|                                                                          |                      |                                            |                                                          |  |  |       |  |  | Georg von Waldburg-Zeil, V principe di Waldburg-Zeil |  |  | Wilhelm von Waldburg-Zeil, IV principe di Waldburg-Zeil |  |
|                                                                          |                      |                                            |                                                          |  |  |       |  |  | Georg von Waldburg-Zeil, V principe di Waldburg-Zeil |  |  | Wilhelm von Waldburg-Zeil, IV principe di Waldburg-Zeil |  |
|                                                                          |                      | Maria Josepha von Wolfegg-Waldsee          |                                                          |  |  |       |  |  | Georg von Waldburg-Zeil, V principe di Waldburg-Zeil |  |  |                                                         |  |
| Erich von Waldburg-Zeil, VI principe di Waldburg-Zeil                    |                      |                                            |                                                          |  |  |       |  |  | Georg von Waldburg-Zeil, V principe di Waldburg-Zeil |  |  |                                                         |  |
|                                                                          |                      | Marie Therese zu Salm-Reifferscheidt-Raitz | Erich Adolf Karl Georg Leodgar Salm-Reifferscheidt-Raitz |  |  |       |  |  |                                                      |  |  |                                                         |  |
|                                                                          |                      | Marie Therese zu Salm-Reifferscheidt-Raitz | Erich Adolf Karl Georg Leodgar Salm-Reifferscheidt-Raitz |  |  |       |  |  |                                                      |  |  |                                                         |  |
|                                                                          |                      | Marie Therese zu Salm-Reifferscheidt-Raitz | Maria del Pilar Alvarez de Toledo                        |  |  |       |  |  |                                                      |  |  |                                                         |  |
| Georg von Waldburg zu Zeil und Trauchburg, VII principe di Waldburg-Zeil |                      | Marie Therese zu Salm-Reifferscheidt-Raitz |                                                          |  |  |       |  |  |                                                      |  |  |                                                         |  |
|                                                                          |                      | Aloisio di Löwenstein-Wertheim-Rosenberg   | Carlo I di Löwenstein-Wertheim-Rosenberg                 |  |  |       |  |  |                                                      |  |  |                                                         |  |
|                                                                          |                      | Aloisio di Löwenstein-Wertheim-Rosenberg   | Carlo I di Löwenstein-Wertheim-Rosenberg                 |  |  |       |  |  |                                                      |  |  |                                                         |  |
|                                                                          |                      | Aloisio di Löwenstein-Wertheim-Rosenberg   | Sofia del Liechtenstein                                  |  |  |       |  |  |                                                      |  |  |                                                         |  |
| Maria Monika von Löwenstein-Wertheim-Rosenberg                           |                      | Aloisio di Löwenstein-Wertheim-Rosenberg   |                                                          |  |  |       |  |  |                                                      |  |  |                                                         |  |
|                                                                          |                      | Josephine Kinsky von Wchinitz und Tettau   | Friedrich Kinsky von Wchinitz und Tettau                 |  |  |       |  |  |                                                      |  |  |                                                         |  |
|                                                                          |                      | Josephine Kinsky von Wchinitz und Tettau   | Friedrich Kinsky von Wchinitz und Tettau                 |  |  |       |  |  |                                                      |  |  |                                                         |  |
|                                                                          |                      | Josephine Kinsky von Wchinitz und Tettau   | Sophie von Mensdorff-Pouilly                             |  |  |       |  |  |                                                      |  |  |                                                         |  |
| Erich von Waldburg-Zeil, VIII principe di Waldburg-Zeil                  |                      | Josephine Kinsky von Wchinitz und Tettau   |                                                          |  |  |       |  |  |                                                      |  |  |                                                         |  |
|                                                                          | Rupprecht di Baviera | Ludovico III di Baviera                    |                                                          |  |  |       |  |  |                                                      |  |  |                                                         |  |
|                                                                          | Rupprecht di Baviera | Ludovico III di Baviera                    |                                                          |  |  |       |  |  |                                                      |  |  |                                                         |  |
|                                                                          | Rupprecht di Baviera | Maria Teresa Enrichetta d'Asburgo-Este     |                                                          |  |  |       |  |  |                                                      |  |  |                                                         |  |
| Alberto Leopoldo di Baviera                                              | Rupprecht di Baviera |                                            |                                                          |  |  |       |  |  |                                                      |  |  |                                                         |  |
|                                                                          |                      | Maria Gabriella in Baviera                 | Carlo Teodoro in Baviera                                 |  |  |       |  |  |                                                      |  |  |                                                         |  |
|                                                                          |                      | Maria Gabriella in Baviera                 | Carlo Teodoro in Baviera                                 |  |  |       |  |  |                                                      |  |  |                                                         |  |
|                                                                          |                      | Maria Gabriella in Baviera                 | Maria José di Braganza                                   |  |  |       |  |  |                                                      |  |  |                                                         |  |
| Maria Gabriella di Baviera                                               |                      | Maria Gabriella in Baviera                 |                                                          |  |  |       |  |  |                                                      |  |  |                                                         |  |
|                                                                          |                      | Dionis Maria Drašković de Trakošćan        | Paul Drašković de Trakošćan                              |  |  |       |  |  |                                                      |  |  |                                                         |  |
|                                                                          |                      | Dionis Maria Drašković de Trakošćan        | Paul Drašković de Trakošćan                              |  |  |       |  |  |                                                      |  |  |                                                         |  |
|                                                                          |                      | Dionis Maria Drašković de Trakošćan        | Maria Felicia Festétics von Tólna                        |  |  |       |  |  |                                                      |  |  |                                                         |  |
| Maria Franziska Juliana Johanna Draskovich de Trakostjan                 |                      | Dionis Maria Drašković de Trakošćan        |                                                          |  |  |       |  |  |                                                      |  |  |                                                         |  |
|                                                                          |                      | Giuliana Rosa di Montenuovo                | Alfredo di Montenuovo, II principe di Montenuovo         |  |  |       |  |  |                                                      |  |  |                                                         |  |
|                                                                          |                      | Giuliana Rosa di Montenuovo                | Alfredo di Montenuovo, II principe di Montenuovo         |  |  |       |  |  |                                                      |  |  |                                                         |  |
|                                                                          |                      | Giuliana Rosa di Montenuovo                | Franziska Maria Kinsky zu Wchinitz und Tettau            |  |  |       |  |  |                                                      |  |  |                                                         |  |
|                                                                          |                      | Giuliana Rosa di Montenuovo                |                                                          |  |  |       |  |  |                                                      |  |  |                                                         |  |